# Tour d'Algérie 1950
Le Tour d'Algérie 1950 est organisé, sous le nom de Tour d'Afrique du Nord.  Il se dispute du 16 mars au 2 avril. Le vainqueur est le Belge Hilaire Couvreur. Trois Belges dans les quatre premiers. Course régulière du vainqueur qui renouvelle son succès de 1949 est-il noté par la revue Sport-Digest. Parmi les dix premiers du classement final figurent les coureurs algériens Marcel Zélasco, 5e et Abdel-Kader Zaaf, 8e. Zaaf remporte deux étapes. Les Belges accumulent les victoires d'étapes : multirécidivistes, André Rosseel en remporte quatre, Edward Van Dyck en remportent trois.

## Parcours
La course se dispute pour une distance totale de 2,985 kilomètres. 
| Étape     | Date      | Villes étapes          |                 | Distance (km)    | Vainqueur d’étape   | Leader du classement général |
| --------- | --------- | ---------------------- | --------------- | ---------------- | ------------------- | ---------------------------- |
| 1re étape | 14 mars   | Alger - Bougie         | Étape vallonnée | 259              | Angelo Menon        |                              |
| 2e étape  | 15 mars   | Bougie - Sétif         | Étape vallonnée | 112              | André Rosseel       |                              |
| 3e étape  | 16 mars   | Sétif - Constantine    | Étape vallonnée | 126              | Giovanni Rossi      |                              |
| 4e étape  | 17 mars   | Constantine - Bône     | Étape vallonnée | 168              | André Rosseel       |                              |
| 5e étape  | 18 mars   | Bône - Aïn Draham      | Étape vallonnée | 120              | Émile Rol           |                              |
| 6e étape  | 19 mars   | Aïn Draham - Tunis     | Étape vallonnée | 136              | Edward Van Dyck     |                              |
|           | 20 mars   | Tunis                  | Jour de repos   | Journée de repos | Journée de repos    | Journée de repos             |
| 7e étape  | 21 mars   | Tunis - Bizerte        | Étape vallonnée | 102              | Maurice Stroobants  |                              |
| 8e étape  | 22 mars   | Bizerte - Bône         | Étape vallonnée | 276              | Abdel-Kader Zaaf    |                              |
| 9e étape  | 23 mars   | Bône - Philippeville   | Étape vallonnée | 100              | Edward Van Dyck     |                              |
| 10e étape | 24 mars   | Philippeville - Bougie | Étape vallonnée | 249              | Guy Butteux         |                              |
| 11e étape | 25 mars   | Bougie - Alger         | Étape vallonnée | 234              | Robert Bonnaventure |                              |
| 12e étape | 26 mars   | Alger - Orléansville   | Étape vallonnée | 227              | André Rosseel       |                              |
| 13e étape | 28 mars   | Orléansville - Tiaret  | Étape vallonnée | 183              | Omer Braeckeveldt   |                              |
| 14e étape | 29 mars   | Tiaret - Mascara       | Étape vallonnée | 159              | Primo Volpi         |                              |
| 15e étape | 30 mars   | Mascara - Mostaganem   | Étape vallonnée | 83               | André Rosseel       |                              |
| 16e étape | 31 mars   | Mostaganem - Ténès     | Étape vallonnée | 200              | Abdel-Kader Zaaf    |                              |
| 17e étape | 1er avril | Ténès - Alger          | Étape vallonnée | 202              | Edward Van Dyck     |                              |

## Le classement final
| Classement Classement final | Classement Classement final | Classement Classement final | Classement Classement final | Classement Classement final |
|                             | Coureur                     | Pays                        | Équipe                      | Temps                       |
| --------------------------- | --------------------------- | --------------------------- | --------------------------- | --------------------------- |
| 1er                         | Hilaire Couvreur            | Belgique                    | Terrot - Hutchinson         | en 90 h 23 min 24 s         |
| 2e                          | Angelo Menon                | Italie                      | France Sport - Dunlop       | + 3 min 13 s                |
| 3e                          | Alex Close                  | Belgique                    | Alcyon - Dunlop             | + 10 min 8 s                |
| 4e                          | André Rosseel               | Belgique                    | Terrot - Hutchinson         | + 11 min 52 s               |
| 5e                          | Marcel Zélasco              | France-Algérie              | Alcyon - Dunlop             | + 15 min 55 s               |
| 6e                          | Primo Volpi                 | Italie                      | Vedette                     | + 16 min 16 s               |
| 7e                          | Edward Van Dyck             | Belgique                    | Terrot - Hutchinson         | + 16 min 53 s               |
| 8e                          | Abdel-Kader Zaaf            | Algérie                     | Terrot - Hutchinson         | + 18 min 32 s               |
| 9e                          | Omer Braeckeveldt           | Belgique                    | Terrot - Hutchinson         | + 18 min 35 s               |
| 10e                         | Camille Cléramboscq         | France                      | Arliguie                    | + 22 min 36 s               |
| 11e                         | Ahmed Chibane               | Algérie                     | Frace-Sports                | + 25 min 39 s               |
| 12e                         | Fermo Camellini             | France                      | Elvish                      | + 33 min 31 s               |
| 13e                         | Raymond Scardin             | France                      | Alcyon                      | + 34 min 32 s               |
| 14e                         | René Oreel                  | Belgique                    | Terrot - Hutchinson         | + 50 min 33 s               |
| 15e                         | Max Charroin                | France                      | Terrot - Hutchinson         | + 51 min 18 s               |
| 16e                         | Félix Adriano               | France                      | France-Sports               | + 58 min 33 s               |
| 17e                         | Dino Ottusi                 | Italie                      | Vedette                     | + 1 h 12 min 51 s           |
| 18e                         | Emile Rol                   | France                      | Elvish                      | + 1 h 17 min 37 s           |
| 19e                         | Remo Sabatini               | Italie                      | Vedette                     | + 1 h 40 min 11 s           |
| 20e                         | Félix Piccardo              | Italie                      | Vedette                     | + 1 h 40 min 33 s           |
| 21e                         | Raymond Garcia              | France                      | France-Sports               | + 1 h 59 min 17 s           |
| 22e                         | Joseph Bianco               | France                      | France-Sports               | + 2 h 0 min 54 s            |
| 23e                         | Pérez                       | Tunisie                     | Alcyon                      | + 2 h 36 min 28 s           |
| 24e                         | Clemente Arduino            | Italie                      | Vedette                     | + 3 h 12 min 45 s           |
| 25e                         | Jean Valentin               | France                      | France-Sports               | + 3 h 59 min 53 s           |
| modifier                    |                             |                             |                             |                             |